# Kenzo Yokoyama
Kenzo Yokoyama (横山 謙三 Yokoyama Kenzo?,  nacido el 21 de enero de 1943 en Saitama) es un exfutbolista japonés que se desempeñaba como guardameta.
Yokoyama jugó 49 veces para la Selección de fútbol de Japón entre 1964 y 1974. Yokoyama fue elegido para integrar la selección nacional de Japón para los Juegos Olímpicos de Verano de 1964 y 1968.

## Trayectoria

### Clubes
| Club              | País  | Año         |
| ----------------- | ----- | ----------- |
| Mitsubishi Motors | Japón | 1966 - 1977 |

### Selección nacional
| Selección | País  | Año         |
| --------- | ----- | ----------- |
| Absoluta  | Japón | 1964 - 1974 |

## Estadística de equipo nacional
| Selección de Japón | Selección de Japón | Selección de Japón |
| Año                | Part.              | Goles              |
| ------------------ | ------------------ | ------------------ |
| 1964               | 1                  | 0                  |
| 1965               | 4                  | 0                  |
| 1966               | 6                  | 0                  |
| 1967               | 5                  | 0                  |
| 1968               | 3                  | 0                  |
| 1969               | 3                  | 0                  |
| 1970               | 12                 | 0                  |
| 1971               | 6                  | 0                  |
| 1972               | 3                  | 0                  |
| 1973               | 2                  | 0                  |
| 1974               | 4                  | 0                  |
| Total              | 49                 | 0                  |

## Palmarés

### Títulos nacionales
| Título              | Club              | País  | Año  |
| ------------------- | ----------------- | ----- | ---- |
| Japan Soccer League | Mitsubishi Motors | Japón | 1969 |
| Copa del Emperador  | Mitsubishi Motors | Japón | 1971 |
| Japan Soccer League | Mitsubishi Motors | Japón | 1973 |
| Copa del Emperador  | Mitsubishi Motors | Japón | 1973 |

### Distinciones individuales
| Distinción                                      | Año  |
| ----------------------------------------------- | ---- |
| Japan Soccer League Best XI                     | 1966 |
| Japan Soccer League Best XI                     | 1967 |
| Japan Soccer League Best XI                     | 1968 |
| Japan Soccer League Best XI                     | 1969 |
| Japan Soccer League Best XI                     | 1971 |
| Japan Soccer League Best XI                     | 1973 |
| Japan Soccer League Best XI                     | 1974 |
| Inducido al Salón de la Fama del fútbol japonés | 2006 |